# Makowiec (brioche)
Pour les articles homonymes, voir Makowiec.
Le makowiec ou makocz[réf. nécessaire] est un gâteau polonais constitué d'une pâte à brioche roulée et fourrée à la pâte de graines de pavot. La pâte de graines de pavot est souvent agrémentée de raisins secs, de miel et, parfois, de fruits confits.
Il est populaire en Europe centrale et dans certaines régions d'Europe orientale, où il est généralement consommé à Noël et à Pâques. 

## Dénomination
Il est traditionnel dans plusieurs cuisines, notamment :
- polonaise (makowiec),
- kachoube (makówc),
- hongroise (mákos bejgli),
- slovaque (makovník),
- tchèque (makový závin),
- autrichienne (Mohnkuchen ou Mohnstriezel),
- ukrainienne (pyrih z makom, пирiг з маком ou makivnyk, маківник),
- biélorusse (makavy rulet, макавы рулет),
- bosniaque, croate et serbe (makovnjača),
- roumaine (cozonac cu mac ou cozonac cu nuca),
- lituanienne (aguonų vyniotinis),
- lettone (magoņmaizīte),
- russe (rulet s makom, рулет с маком),
- danoise (wienerbrød ou pain viennois),
- et yiddish (mohn roll).